# Мусин-Пушкин, Алексей Иванович
Граф (1798) Алексе́й Ива́нович Му́син-Пу́шкин (1744—1817) — русский государственный деятель, археограф, историк, собиратель рукописей и русских древностей. Один из крупнейших деятелей Русского Просвещения.
Член Российской академии (1789), третий президент Академии художеств (1795—1797), 11-й обер-прокурор Святейшего Синода (1791—1797), действительный тайный советник (1793), Управляющий корпусом чужестранных единоверцев (1789).  Сенатор (1797).
Устроитель трёх дворянских усадеб — Иловна, Андреевское, Покровское-Валуево. Ввёл в научный оборот ряд ценнейших древнерусских рукописей, включая «Слово о полку Игореве».

## Биография
Родился 16 (27) марта 1744 года в дворянской семье Мусиных-Пушкиных; сын гвардии капитана Ивана Яковлевича Мусина-Пушкина (1710—1799) и жены его Натальи Михайловны, урождённой Приклонской. Сестра Евдокия (1750—1810) была матерью богатого московского помещика Василия Сухово-Кобылина, отца драматурга.
Окончил артиллерийское училище и  служил адъютантом при Г. Г. Орлове. С отставкой Орлова ушёл со службы в 1772 году и в том же году отправился в большое путешествие по Европе, посетив Германию, Францию, Голландию, Италию, Швейцарию, Англию. По возвращении в Россию в 1775 году был пожалован чином церемониймейстера и начал свою собирательную деятельность, увенчавшуюся созданием крупнейшего в России частного хранилища древностей; занялся историческими исследованиями, принесшими ему известность ученого-археолога, нумизмата, текстолога.
В 1789 году возглавил Корпус чужестранных единоверцев.
В 1791 году приобрёл часть архива П. Н. Крёкшина. Кроме интереснейших документов царствования Петра I, в том числе и собственноручных его записок, в нём оказались древнерусские манускрипты — летопись князя Кривоборского, летопись патриарха Никона, правленная им собственноручно, летопись с примечаниями В. Н. Татищева, Книга Большому Чертежу Московского государства.
Позднее А. И. Мусин-Пушкин получил непосредственно от наследников ещё одно собрание бумаг Крёкшина, среди которых исследователем был обнаружен «Летописец российский преподобного Нестора древлеписьменной на пергамине». Эта летопись вошла в историю под названием Лаврентьевской летописи.
Случайно попавшие к нему ценнейшие документы сделали собрание и имя Мусина-Пушкина известными в кругу исследователей, расположили к нему многих видных учёных.
Екатерина II, познакомившись с коллекцией Мусина-Пушкина, получившей широкую известность в Петербурге, способствовала дальнейшему её увеличению. Она подарила собирателю несколько старинных книг и рукописей. Но главное: она назначила Алексея Ивановича указом от 26 июля 1791 года обер-прокурором Синода, а следующим указом, от 11 августа 1791 года, повелела собирать в Синоде древние рукописи и старопечатные книги из всех церквей и монастырей России. Во все епархии разослали предписание, обязывавшее присылать старинные бумаги, и уже в первый год было получено до ста рукописей. Мусин-Пушкин получил неограниченные возможности для исторических занятий. Часть поступлений впоследствии оказалась в личном собрании Мусина-Пушкина.
К 1793 году у Мусина-Пушкина было уже 1725 рукописей. Позднее он стал обладателем рукописей из собрания протоиерея П. А. Алексеева, археолога, историка и палеографа А. Н. Оленина, графа Г. И. Головкина, астраханского архиепископа Никифора, рукописей из коллекции Иоиля Быковского. Несколько рукописных своих сочинений подарил собирателю поэт Гавриил Державин.
Большую коллекцию ростовских и ярославских древностей Мусин-Пушкин получил благодаря знакомству с архиепископом Арсением (Верещагиным), с 1787 года возглавлявшим Ярославскую епархию. Среди старинных документов оказалось и «Слово о полку Игореве», хранившееся в ризнице соборного храма упразднённого Спасо-Ярославского монастыря. Находка и публикация этого бесценного памятника древнерусской литературы принесли коллекционеру мировую известность.
Иногда в его коллекцию поступали целые библиотеки или значительные их части. Так, к нему перешли полностью библиотека профессора Московского университета А. А. Барсова, часть книжного собрания и рукописей историка и поэта И. П. Елагина. Книжные редкости завещал Алексею Ивановичу архангельский архиепископ Аполлос (Байбаков). К нему со временем перешла и библиотека архимандрита Иоиля. Библиотека историка И. Н. Болтина была куплена императрицей специально для собрания Мусина-Пушкина. Большая часть книг и рукописей историка В. Н. Татищева также влилась в собрание.
Обширный свод рукописей Мусина-Пушкина составлялся в те годы, когда из церковного обихода активно вытеснялись рукописные книги, и им на смену приходили типографские издания. На антикварном рынке оказалось множество рукописей из церковных и монастырских собраний.
Особое место в рукописном собрании Мусина-Пушкина занимали черновые бумаги выдающихся людей. Первыми стали бумаги Екатерины II, которые Мусину-Пушкину подарила сама императрица: черновики к «Запискам касательно Российской истории», а также бумаги к новому Уложению. Впоследствии к ним добавились бумаги митрополитов Димитрия Ростовского, Самуила Киевского, Гавриила Новгородского, Арсения Ростовского (Верещагина). Вместе с книгами А. А. Барсова и И. Н. Болтина к собирателю перешли и их личные архивы.
Кроме рукописей и старопечатных книг, в собрание Мусина-Пушкина входил обширный мюнцкабинет — собрание монет и медалей, как отечественных, так и «чужестранных».
Мусин-Пушкин владел также живописным собранием, некоторые картины которого приписывались кисти Рафаэля, Рубенса, Леонардо да Винчи, Корреджо («Головы»). Большинство атрибуций впоследствии были отвергнуты.
В 1797 году Алексей Иванович вышел в отставку и навсегда поселился в Москве. Сюда и была привезена из Петербурга его богатейшая библиотека с обширнейшим рукописным отделом и все его коллекции. Мусин-Пушкин охотно предоставлял рукописи для работы. Памятники изучали Н. М. Карамзин, И. Н. Болтин, Н. Н. Бантыш-Каменский, чешский исследователь Йозеф Добровский. Как крупный знаток российских древностей, Мусин-Пушкин опубликовал несколько ценных рукописей из своего собрания. В 1800 году он подготовил и издал «Слово о полку Игореве».
В 1807 году друг коллекционера Н. Н. Бантыш-Каменский убедил Мусина-Пушкина пожертвовать своё книжное и рукописное собрание в Московский архив Коллегии иностранных дел (МАКИД). Однако Мусин-Пушкин не успел этого сделать. Вся его коллекция погибла в пожаре 1812 года. Сохранилось лишь около двадцати рукописей некогда громадного древлехранилища, которые в 1812 году по счастливой случайности находились или у других исследователей, или в ярославском имении коллекционера, или были подарены Александру I и великой княжне Елене Павловне. В частности, несколько памятников оказалось у Н. М. Карамзина. Летопись Кривоборского была в это время у П. П. Бекетова. Уцелел и Лаврентьевский список Несторовой летописи: он буквально накануне войны был преподнесен коллекционером Александру I (ныне — в Российской национальной библиотеке в Петербурге). В РГАДА хранится принадлежавший собирателю требник XIV века.
Гибель древлехранилища Мусин-Пушкин очень тяжело переживал. Страсть к собирательству побудила его снова приняться за поиски. Однако на этот раз он сумел собрать немного. Во время пожара погиб и его личный архив, в том числе записи, которые он ежедневно вёл с 1772 года. Картинная галерея и серебро были заблаговременно вывезены и сохранились у дочери.
А. И. Мусин-Пушкин скончался 1 (13) февраля 1817 года на 73-м году жизни, в Москве: «печальный обряд отпевания тела его, совершённый февраля 5 в приходской церкви Богоявления за елоховым мостом, почтил преосвященный Августин с знатнейшим духовенством, своим присутствием. Тленные остатки несены были на руках его крестьянами от Москвы до места погребения и там преданы земле в моложском его селе Иломне...» (имение в Ярославской губ., недалеко от Рыбинска).
В 1866 году в Чертковскую библиотеку в Москве была пожертвована коллекция рукописей, собранных А. И. Мусиным-Пушкиным в 1813—1817 годах. Их было всего шестнадцать.

## Во главе Академии художеств
В 1784 году получил чин действительного статского советника, а в 1785 году стал почётным членом Императорской Академии художеств. С 1789 года началась настоящая большая карьера Мусина-Пушкина. 17 ноября 1789 года, по предложению президента Российской академии наук Е. Р. Дашковой, он был единогласно избран действительным членом Императорской Российской Академии, созданной Екатериной II и княгиней Е. Р. Дашковой для изучения русского языка и словесности в Петербурге. Принимая самое активное участие в её заседаниях, он стал автором толкования происхождения и определения значения многих слов, вошедших потом в Словарь Академии Российской. Также он являлся председателем комитета по присуждению золотых медалей, который обычно заседал в его доме.
Полноправным президентом Академии Художеств Мусин-Пушкин стал в 1795 году, после смерти Бецкого. К этому времени была практически закончена постройка нового здания для Академии на берегу Невы по проекту А. Ф. Кокоринова и Ж.-Б. Деламота. Поддержанный императрицей, он победил в споре с Советом Академии по вопросу о кандидатуре директора и тем утвердил свою власть.
Несмотря на недолгий срок пребывания в должности президента (с 11 марта 1794 по 27 июня 1797 года), Мусин-Пушкин проявил себя как активный и прозорливый руководитель, поставивший целью улучшить организацию учебного процесса и всячески поощрявший художественное творчество.
2 февраля 1795 г. Мусин-Пушкин частично реорганизовал Академию: были объединены однородные предметы под общим руководством одного профессора, расформирован класс живописи зверей и птиц из-за того, что его выпускники «по выпуске из Академии не могут продолжением своего художества себя пропитать». Он привлёк к Академии материальную помощь от богатых меценатов, пригласив в почётные члены Гавриила, митрополита Новгородского и Санкт-Петербургского, графа А. А. Безбородко, графа П. А. Зубова, князя Н. Б. Юсупова, графа П. В. Завадовского. Впоследствии эти люди много и щедро помогали Академии. Профессором Академии стал, наконец, Ф. И. Шубин (знакомый Алексею Ивановичу еще по путешествию в Италию), против которого был настроен прежний директор.
А. И. Мусин-Пушкин заботился о пополнении академической библиотеки, покупал книги. Когда после смерти Екатерины II новый император Павел закрыл Корпус чужестранных единоверцев, Алексей Иванович добился разрешения взять оттуда в Академию библиотеку, физический кабинет и музыкантов с их инструментами. Обладая тонким эстетическим вкусом, Мусин-Пушкин собрал коллекцию европейской живописи, включая полотна «Спаситель» Леонардо да Винчи, «Мадонна» Рафаэля, «Головы» Корреджо, «Мадонна» Рубенса, картины Сальватора Розы, Бюргеля, Берхема, Сасо-Ферато, Ф. А. Бруни, Рокотова.  Картины дополнялись собранием гравюр, эстампов и бронзы, приобретенных в Европе. Академическое собрание при президентстве Мусина-Пушкина пополнилось важными приобретениями, копиями работ А. Кановы — отливки из гипса бюста гения смерти и двух скульптурных групп: Амур и Психея и Психея с бабочкой.
Он добился, чтобы профессура Академии была преимущественно русской; в 1796 г. для подкрепления её средств предложил выдавать ученикам лишь половину выручки от продажи их работ, чтобы остальное шло в казну. Он ввёл новую, более простую форму для всех академических чинов, — мундиры малинового цвета с чёрной подкладкой и такими же бархатными отворотами с золотыми петлями. Была упорядочена выплата жалованья в соответствии с уставом, отменены незаконные прибавки. Однако не все шло гладко; известно, что не сложились у него отношения с художником Д. Г. Левицким.
Желая «возбудить в художниках похвальное любочестие», 12 января 1796 г. А. И. Мусин-Пушкин, предложил всем членам Академии «приготовить» к тому времени, когда открывалась для всенародного обозрения Академия (июль), «такую работу, какую кто изберёт» и наградить авторов лучших работ премиями. Этим его решением было положено начало ежегодным, ставшим традиционными впоследствии, выставкам, предполагавшим отчёт о деятельности Академии. За лучшие работы Мусин-Пушкин назначил премии: в 700, 500 рублей, две — по 300 рублей и две — по 200 рублей. Работы возвращались владельцам после выставки, а на выдачу премий Мусин-Пушкин отдал своё жалованье. В 1797 г. так были премированы скульптор М. И. Козловский, автор группы «Минерва с гением», живописцы А. Е. Мартынов, писавший виды Италии, и В. Л. Боровиковский, создавший портреты графа и графини Бутурлиных. Скульптор получил 500 руб., живописцы — по 200 руб. В. Л. Боровиковскому Мусин-Пушкин заказал портрет своей жены.
В период президентства Мусина-Пушкина в состав Академии входили такие мастера, как живописцы Иван Акимов, Иван Прокофьев, Гонзаго, Григорий Угрюмов, скульпторы Михаил Гордеев, Иван Мартос, Федос Щедрин, Федот Шубин, Михаил Козловский, архитекторы Иван Старов, Федор Волков, Андреян Захаров и другие.
При содействии Мусина-Пушкина в Академии был создан класс пейзажного гравирования под руководством немецкого мастера И. Клаубера. В 1796 г. он прибыл в Петербург, по приглашению Мусина-Пушкина, но обязавшись по контракту исполнять эту должность только три года, усердно трудился на ней до конца своей жизни, воспитав плеяду замечательных русских гравёров — мастеров видовой гравюры.
В 1796 г. ему был пожалован Орден Святого Александра Невского. В 1797 г. он был уволен от должности и в Синоде, и в Академии Художеств. Одновременно А. И. Мусин-Пушкин был возведён в графское Российской империи достоинство и пожалован в сенаторы.

## Семья
Алексей Иванович был женат с 1781 года на княжне Екатерине Алексеевне (1754—1829), дочери генерал-майора князя Алексея Никитича Волконского. Подобно своему мужу, графиня была женщиной очень образованной и много читающей, к книгам относилась бережно и любовно. Екатерина Алексеевна — это тип большой светской барыни. Она была женщиной властной. После смерти мужа не выпускала из своих рук управление делами и землями. Она любила «свет» и почти до самой смерти не могла себе отказать в светских развлечениях. В браке родились восемь детей: трёх сыновей и пять дочерей, которых П. А. Вяземский называл «разгуляевскими графинями».
- Мария (1781—1863), замужем за государственным контролёром Алексеем Захаровичем Хитрово (1776—1854).
- Иван (1783—1836), генерал-майор, гофмейстер; женат на княжне Марии Александровне Урусовой (1801—1853).
- Наталья (1784—1829), наследница усадьбы Андреевское; с 1811 года замужем за князем Дмитрием Михайловичем Волконским (1770—1835).
- Екатерина (1786—1870), муж — генерал-майор князь Василий Петрович Оболенский (1780—1834).
- Александр (1788—1813), литератор-любитель, в 1812 году майор Ярославского ополчения, убит в бою под Люнебургом[23].
- Софья (1790—1878), статс-дама, муж с 1820 года — князь Иван Леонтьевич Шаховской (1777—1860).
- Варвара (1796—1829), муж с 1823 года — обер-гофмейстер князь Николай Иванович Трубецкой (1797—1874).
- Владимир (1798—1854), капитан Измайловского полка, декабрист, женат на знаменитой красавице Эмилии Шернваль (1810—1846).

- Мария Алексеевна
- Иван Алексеевич
- Наталья Алексеевна
- Александр Алексеевич
- Владимир Алексеевич

## Адреса
- В 1782—1798 гг. владел в Петербурге домом на набережной реки Мойки. Каменный флигель, в котором находилась библиотека и знаменитая коллекция Мусина-Пушкина, при перестройке в XIX веке (архитектор П. П. Гребёнка) был надстроен, включён в трёхэтажное здание и сохранился до нашего времени (современный адрес: набережная р. Мойки, дом 104).
- Адрес в Москве — Елоховская, 2/1. Дом восстановлен после пожара 1812 года.